# L.A. Screenings
I L.A. Screenings (precedentemente The May Screenings e The Screenings) è il mercato internazionale televisivo, sviluppatosi indipendentemente. Nel corso degli anni è stato adattato alle esigenze dell'industria televisiva senza contare su un'organizzazione centrale. Oggi attrae circa 1.500 compratori di programmi TV di alto livello provenienti da 70 paesi che si recano a Los Angeles nel mese di maggio per proiettare nuove produzioni della successiva stagione televisiva.
L'attuale nome è stato dato dal direttore di VideoAge International, Dom (Domenico) Serafini.